# Ingrid Metzner
Ingrid Charlotte Metzner (Rio de Janeiro, 27 de maio de 1937) (atualmente utilizando o nome de casada Ingrid Charlotte Dreschler) é uma ex- tenista brasileira. Metzner representou o Brasil nos Jogos Pan-Americanos de 1955 e conquistou duas medalhas de bronze: no torneio de simples feminino, e nas duplas feminino, ao lado de Maria Esther Bueno.<
Metzner foi ainda bicampeã do Sul-Americano adulto, e campeã em Cannes (França), Malvern (Inglaterra), Duisburg, Nurenberg e Travemuende (Alemanha) e Cascais (Portugal).

## Carreira
Nascida no Rio de Janeiro, Metzner vem de uma família de ascendência alemã. Foi criada em São Paulo desde os nove anos e treinou no Esporte Clube Pinheiros local.
Em 1956 foi para a Europa e participou tanto do Aberto da França quanto do Torneio de Wimbledon, tornando-se a primeira brasileira a disputar qualquer uma das provas. No Aberto da França, ela foi derrotada na 1ª rodada por Darlene Hard, 12ª cabeça-de-chave. Em Wimbledon ela chegou na 2ª fase.